# マニュアル・サミュエル 〜死神との約束〜
『マニュアル・サミュエル 〜死神との約束〜（マニュアル サミュエル しにがみとのやくそく 原題：Manual Samuel）は、ノルウェーのインディーゲームスタジオPerfectly Paranormalが開発したアクションゲーム。

## 概要
裕福な家で不自由なく育つも交通事故で命を落とした青年サムが、地獄の死神デスオとの契約により蘇生するが、それと引き換えに操り人形のような「マニュアル」操作で生活を送ることになるという物語。ゲーム内では、サムの左足、右足、背骨、呼吸、瞬きのアクションがコントローラの各ボタンに割り当てられているほか、車の運転などその時々の状況に応じてアクションが追加される。
開発にあたり影響を受けた作品として、Perfectly Paranormalは、いずれもコメディのテレビドラマ『銀河ヒッチハイク・ガイド』『グッド・オーメンズ』『アレステッド・ディベロプメント』やゲームソフト『バリアント ハート ザ グレイト ウォー』『Bastion』を挙げているほか、アートワークはアニメ制作会社ハンナ・バーベラ・プロダクションの古い作品に触発されたとしている。

## 主な登場人物
サム (Sam / Samuel)
主人公の青年。交通事故後、地獄でデスオに紙幣ならぬ「死幣」（Shred of Life）を支払い、24時間マニュアル生活を続けて生き延びれば元の生活に戻すとの契約を結ぶ。
サムの彼女 (Sam's girlfriend)
サムの交際相手の女性。サムが彼女の誕生日を3年続けて忘れるなど無責任な態度をとり続けることに腹を据えかね、サムを瓶で殴り気絶させる。
サム シニア (Samuel Sr.)
サムの父親。サムが勤務するロボット製造会社「ロボコーポ」（Robocorp）の社長。息子の働きに全く期待していないが、デスオのせいで社内を脱走したロボットを倒すべく出動しようとするサムを興味本位で送り出す。
デスオ (Death)
地獄の死神。ラッパーのような口調で話す。生き返ったサムの生活に付き添い助言などを行う。スケートボードが趣味で、技の一つ「キックフリップ」の練習に勤しむ。
本作のおまけとして収録されている5編のコミック集「DEATH 4 LIFE」では主に主役を務めている。
キルミちゃん (War)
地獄の戦神でデスオの女友達。手にした小銃で殺戮任務を無慈悲に遂行する。
サッたん魔王 (Satan)
地獄を取り仕切る悪魔。デスオからは先輩と呼ばれる。圧倒的な力を持ち、要望を伝えようとするサムに対し大剣を構えて迎え撃つ。